# Championnat de Tunisie de football 1978-1979
Navigation
Saison précédente Saison suivante
La saison 1978-1979 du Championnat de Tunisie de football était la 24e édition de la première division tunisienne à poule unique, la Ligue Professionnelle 1. Les quatorze meilleurs clubs tunisiens jouent les uns contre les autres à deux reprises durant la saison, à domicile et à l'extérieur. En fin de saison, les 2 derniers du classement sont relégués et les 2 meilleurs clubs de Ligue Professionnelle 2 sont quant à eux promus en D1.
C'est le Club Africain qui remporte le championnat cette saison, en terminant en tête, 1 point devant le Stade tunisien et 3 points devant l'Étoile sportive du Sahel. C'est le 8e titre de champion de Tunisie de l'histoire du club. Le champion sortant, le CS sfaxien, termine à la 5e place, à 13 points du Club Africain.

## Les 14 clubs participants
| - Sfax railway sport - Stade sportif sfaxien - Club africain - Espérance sportive de Tunis - Étoile sportive du Sahel - CA bizertin - Club Sportif de Hammam-Lif | - Olympique du Kef - Promu de LP2 - Stade tunisien - CS sfaxien - Océano Club de Kerkennah - Promu de LP2 - Avenir sportif de La Marsa - Club olympique des transports - Jeunesse sportive kairouanaise |

## Compétition

### Classement
Le barème de points servant à établir le classement se décompose ainsi :
- Victoire : 3 points
- Match nul : 2 points
- Défaite : 1 point

| Rang | Équipe                          | Pts | J  | G  | N  | P  | Bp | Bc | Diff |
| ---- | ------------------------------- | --- | -- | -- | -- | -- | -- | -- | ---- |
| 1    | Club Africain                   | 64  | 26 | 15 | 8  | 3  | 28 | 12 | +16  |
| 2    | Stade tunisien                  | 63  | 26 | 14 | 9  | 3  | 36 | 21 | +15  |
| 3    | Étoile sportive du Sahel        | 61  | 26 | 14 | 7  | 5  | 34 | 13 | +21  |
| 4    | Espérance sportive de Tunis (C) | 59  | 26 | 12 | 9  | 5  | 38 | 24 | +14  |
| 5    | CS sfaxien (T)                  | 51  | 26 | 8  | 9  | 9  | 27 | 27 | 0    |
| 6    | Olympique du Kef (P)            | 51  | 26 | 9  | 7  | 10 | 31 | 27 | +4   |
| 7    | Avenir sportif de La Marsa      | 51  | 26 | 8  | 8  | 10 | 31 | 31 | 0    |
| 8    | CA bizertin                     | 49  | 26 | 7  | 9  | 10 | 19 | 25 | -6   |
| 9    | Jeunesse sportive kairouanaise  | 49  | 26 | 8  | 7  | 11 | 24 | 31 | -7   |
| 10   | Club Sportif de Hammam-Lif      | 49  | 26 | 8  | 7  | 11 | 23 | 30 | -7   |
| 11   | Océano Club de Kerkennah (P)    | 49  | 26 | 6  | 11 | 9  | 17 | 24 | -7   |
| 12   | Sfax railway sport              | 48  | 26 | 5  | 12 | 9  | 24 | 25 | -1   |
| 13   | Club olympique des transports   | 48  | 26 | 6  | 10 | 10 | 24 | 33 | -9   |
| 14   | Stade sportif sfaxien           | 37  | 26 | 2  | 7  | 17 | 18 | 51 | -33  |

|  | Champion de Tunisie 1978-1979                                                                |
|  | Participation à la Coupe d'Afrique des vainqueurs de coupe 1980                              |
|  | Relégation directe en deuxième division                                                      |
|  | (T) Tenant du titre (C) Vainqueur de la Coupe de Tunisie (P) Club promu de deuxième division |

## Bilan de la saison
| Championnat de Tunisie de football 1978-1979 |                                    |
| Champion                                     | Club Africain (8e titre)           |
| Coupes et trophées                           |                                    |
| Vainqueur de la Coupe de Tunisie 1978-1979   | Espérance sportive de Tunis        |
| Qualifications continentales                 |                                    |
| Coupe d'Afrique des vainqueurs de coupe 1980 | Espérance sportive de Tunis        |
| Promotions et relégations                    |                                    |
| Promus en Ligue Professionnelle 1            | Stade africain de Menzel Bourguiba |
| Promus en Ligue Professionnelle 1            | Stade gabésien                     |
| Relégués en Ligue Professionnelle 2          | Club olympique des transports      |
| Relégués en Ligue Professionnelle 2          | Stade sportif sfaxien              |